# Boniface Merande
Boniface Merande (13 febbraio 1962) è un ex maratoneta e mezzofondista keniota.

## Biografia
Tra il 1985 ed il 1991 ha partecipato complessivamente a 7 edizioni consecutive dei Mondiali di corsa campestre. A livello individuale il suo miglior piazzamento è stato il quarto posto ottenuto nell'edizione 1988 di tale manifestazione, mentre a livello di squadra ha vinto una medaglia d'argento (nel 1985) e sei medaglie d'oro consecutive (tra il 1986 ed il 1991).
Nel 1988 ha partecipato ai Giochi olimpici di Seul, nei quali ha raggiunto la finale dei 10000 metri, nella quale si è poi ritirato a gara in corso.
Nel 1989 ha inoltre vinto una medaglia di bronzo nei 3000 siepi ai Campionati africani, a Lagos.
Nel 1992 ha corso la maratona ai Giochi olimpici di Barcellona, classificandosi quattordicesimo con un tempo di 2h15'46". L'anno seguente ha invece corso la maratona ai Mondiali, piazzandosi settimo con un tempo di 2h18'52".

## Palmarès
| Anno | Manifestazione      | Sede          | Evento         | Risultato | Prestazione | Note |
| ---- | ------------------- | ------------- | -------------- | --------- | ----------- | ---- |
| 1985 | Mondiali di cross   | Lisbona       | Corsa seniores | 17º       | 34'10"      |      |
| 1985 | Mondiali di cross   | Lisbona       | A squadre      | Argento   | 141 p.      |      |
| 1986 | Mondiali di cross   | Colombier     | Corsa seniores | 35º       | 36'39"      |      |
| 1986 | Mondiali di cross   | Colombier     | A squadre      | Oro       | 45 p.       |      |
| 1987 | Mondiali di cross   | Varsavia      | Corsa seniores | 48º       | 37'57"      |      |
| 1987 | Mondiali di cross   | Varsavia      | A squadre      | Oro       | 53 p.       |      |
| 1988 | Mondiali di cross   | Auckland      | Corsa seniores | 4º        | 35'22"      |      |
| 1988 | Mondiali di cross   | Auckland      | A squadre      | Oro       | 23 p.       |      |
| 1989 | Mondiali di cross   | Stavanger     | Corsa seniores | 25º       | 41'23"      |      |
| 1989 | Mondiali di cross   | Stavanger     | A squadre      | Oro       | 44 p.       |      |
| 1989 | Campionati africani | Lagos         | 3000 m siepi   | Bronzo    | 8'35"35     |      |
| 1990 | Mondiali di cross   | Aix-les-Bains | Corsa seniores | 17º       | 35'08"      |      |
| 1990 | Mondiali di cross   | Aix-les-Bains | A squadre      | Oro       | 42 p.       |      |
| 1991 | Mondiali di cross   | Anversa       | Corsa seniores | 11º       | 34'31"      |      |
| 1991 | Mondiali di cross   | Anversa       | A squadre      | Oro       | 38 p.       |      |
| 1992 | Giochi olimpici     | Barcellona    | Maratona       | 14º       | 2h15'46"    |      |
| 1993 | Mondiali            | Stoccarda     | Maratona       | 7º        | 2h18'52"    |      |

## Campionati nazionali
1984
- 4º ai campionati nazionali kenioti di corsa campestre

1987
- 8º ai campionati nazionali kenioti di corsa campestre

1989
- Bronzo ai campionati nazionali kenioti, 10000 m piani - 29'19"0
- Oro ai campionati nazionali kenioti di corsa campestre

1991
- 6º ai campionati nazionali kenioti di corsa campestre

## Altre competizioni internazionali
1987
- Oro al Fukuoka International Crosscountry ( Fukuoka) - 34'59"
- 9º a L'Equipe Crosscountry ( Parigi) - 28'44"

1989
- Argento al Giro Media Blenio ( Dongio) - 31'53"
- 4º alla Cinque Mulini ( San Vittore Olona) - 31'12"
- 5º al Cross delle Pradelle ( Lozzo di Cadore) - 30'19"

1990
- Oro al Trofeo Città di Sorrento ( Sorrento), 12 km - 38'36"
- 6º al Trofeo Jose Cano ( Canillejas), 11,2 km - 33'44"
- 11º alla San Silvestro Vallecana ( Madrid), 9 km - 27'05"
- 4º alla Cinque Mulini ( San Vittore Olona) - 31'01"

1991
- 8º al Memorial Van Damme ( Bruxelles), 10000 m piani - 28'08"03
- 8º al Golden Gala ( Roma), 3000 m siepi - 8'22"66
- 10º all'Athletissima ( Losanna), 3000 m siepi - 8'29"07
- Oro alla Lidingöloppet ( Lidingö), 30 km - 1h38'41"
- Oro alla Le Lion Half Marathon ( Montbéliard) - 1h03'10"
- Oro alla Great Midlands Run ( Birmingham) - 28'34"
- Oro alla Amatrice-Configno ( Amatrice), 8,4 km - 23'53"
- 5º al Reebok Festival of Road Running ( Mansfield), 5 km - 14'02"
- Argento al Cross Ouest-France ( Le Mans) - 33'12"
- 9º al Cross Auchan Tourcoing ( Tourcoing) - 30'39"
- 11º all'Amendoeiras em Flor ( Albufeira) - 30'49"
- 15º al Cross Zamudio ( Bilbao) - 33'07"

1992
- 6º alla Maratona di Boston ( Boston) - 2h12'23"
- 13º alla Corrida Internacional de São Silvestre ( San Paolo), 15 km - 46'12"
- 5º alla Cascade Run Off ( Portland), 15 km - 44'09"
- 16º al Nairobi International Crosscountry ( Nairobi) - 30'09"
- Bronzo al Cross du Provencal ( Marsiglia) - 31'33"
- 6º al Crosscountry Internacional de Sao Paulo ( San Paolo) - 27'06"

1993
- 7º alla Maratona di Boston ( Boston) - 2h12'50"
- 5º alla Mezza maratona di Lisbona ( Lisbona) - 1h00'47"
- 5º alla Mezza maratona di Berlino ( Berlino) - 1h02'28"
- 16º al Nairobi International Crosscountry ( Nairobi) - 31'25"

1994
- 22º alla Boulder 10 km ( Boulder) - 31'03"

1995
- Oro alla Maratona di Cleveland ( Cleveland) - 2h15'31"
- 8º alla Mezza maratona di Philadelphia ( Filadelfia) - 1h03'21"
- Bronzo alla Mezza maratona di Fairfield ( Fairfield) - 1h04'43"
- 12º alla Utica Boilermaker ( Utica), 15 km - 44'42"
- 32º alla Peachtree Road Race ( Atlanta) - 30'02"

1996
- 11º alla Maratona di Sydney ( Sydney) - 2h18'44"
- 11º alla Maratona di Cleveland ( Cleveland) - 2h27'39"

1998
- 17º alla Maratona di Columbus ( Columbus) - 2h34'43"
- 19º alla Puma Half Marathon ( Nyahururu) - 1h08'04"